# 스티브 앨런

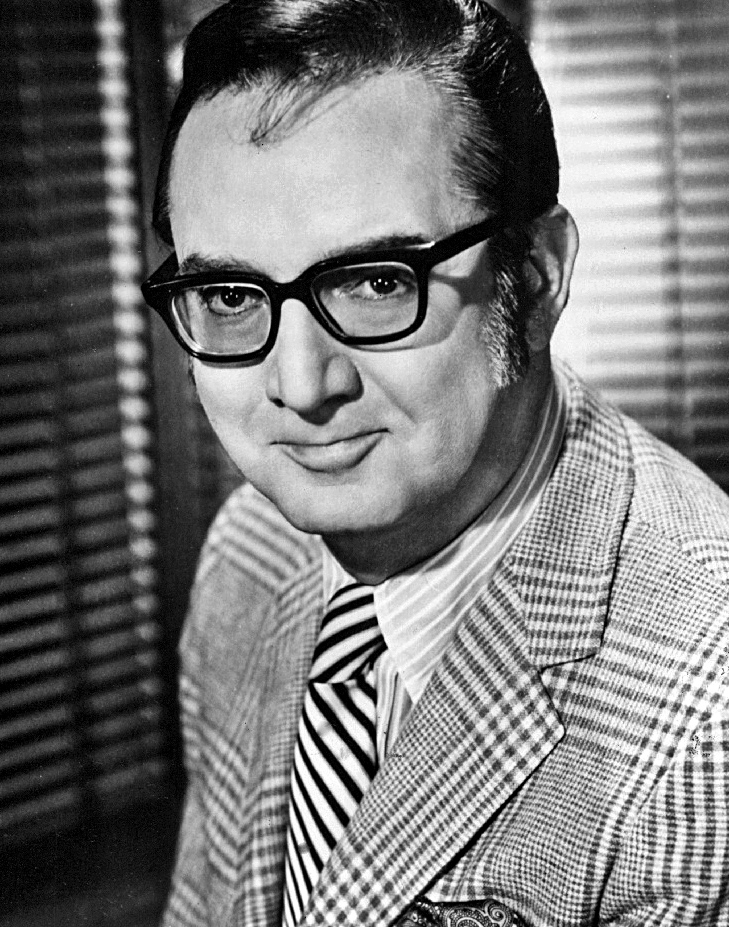
1977년

스티브 앨런(Stephen Valentine Patrick William Allen, 1921년 12월 26일 ~ 2000년 10월 30일)은 미국의 피아니스트 및 텔레비전 탤런트이다. 뉴욕 태생. 젊을 때부터 다재다능하여 피아노를 습득, 로스앤젤레스에서는 디스크 자키로서 성공하였다. 1951년에 뉴욕으로 돌아왔으며 얼마 후 텔레비전 코미디언으로 그 이름을 전 미국에 떨쳤다. 피아니스트로서도 유명하며, 그의 텔레비전 쇼나 레코딩엔 저명한 악단과 솔로이스트가 출연하여 그의 피아노와 공연하였다. 1955년의 영화 <베니 굿맨 스토리>에서는 굿맨의 역할을 맡은 주연으로서 활약하기도 하였다.
앨런은 2000년 10월 30일 78세의 나이로 사망하였다.